# Stone (canção de Alice in Chains)
Stone é uma canção da banda Alice in Chains, terceira faixa do álbum The Devil Put Dinosaurs Here de 2013. Foi lançada como o segundo single do álbum em 25 de março de 2013. Um videoclipe foi filmado e lançado no YouTube em 18 de abril do mesmo ano. A canção atingiu o topo da parada Billboard Mainstream Rock Tracks. É a faixa de menor duração do álbum, com 4 minutos e 22 segundos.

## Créditos
- Jerry Cantrell - Vocal principal, guitarra solo
- William DuVall - Vocal de apoio, guitarra rítmica
- Mike Inez - Baixo
- Sean Kinney - Bateria

## Desempenho nas tabelas musicais
| Tabela (2013)                                           | Melhor posição |
| ------------------------------------------------------- | -------------- |
| Canadá (Billboard Rock)                                 | 11             |
| Estados Unidos (Billboard Mainstream Rock)              | 1              |
| Estados Unidos (Billboard Rock Airplay)                 | 11             |
| Estados Unidos (Billboard Hot Rock & Alternative Songs) | 37             |